# Dóra a Sol Dorado nyomában
A Dóra a Sol Dorado nyomában (eredeti cím: Dora and the Search for Sol Dorado) 2025-ös amerikai kaland filmvígjáték, amelyet Alberto Belli rendezett, a Dóra, a felfedező című sorozat alapján. A főbb szerepekben Samantha Lorraine, Jacob Rodriguez, Daniella Pineda, Gabriel Iglesias és María Cecilia Botero látható.
Az Amerikai Egyesült Államokban 2025. július 2-án a Nickelodeon és a Paramount+, Magyarország 2025. július 5-én a Nickelodeon mutatta be.

## Cselekmény
Tíz évvel korábban Abuelo elmeséli Dóra és Diego számára Sol Dorado történetét, egy lehullott varázslatos csillagét, amely képes egy kívánságot teljesíteni. Dóra és Diego imádják együtt felfedezni az Amazonas dzsungelét. Dora megkapja a térképet, amelyről hiszi, hogy segíti őt a kalandjaiban. Egy majmot is megment, akit Csizinek nevez el.
A jelenben Dora úgy gondolja, ez lesz az a sikeres kaland, amikor megtalálja Sol Doradót. Bár vonakodik, Diego is vele tart, úgy döntve, ez lesz az utolsó kalandjuk. Egy barlangban megfejtenek egy kiput, ami egy ereklyéhez vezet. A barlang azonban lángra kap, Diego pedig aktiválja a mentő csomagját, hogy megmentse Dórát, ő viszont elveszíti a térképet a tűzben.
Megtörve Dóra úgy érzi, hogy a térkép nélkül semmit sem ér. Elterelődik figyelme a Dzsungelvilág nevű vidámpark felé, amit Camila, a keresztes lovagnő vezet, ő az, akire Dóra éveken át csodálattal tekintett. Dóra és Diego munkát kapnak ott; Dóra idegenvezető lesz az egyik túrán, amely tele van idegesítő, előre megírt szóviccekkel, míg Diego egy Mango nevű kakaduval szórakoztatja a közönséget. Hamarosan felfedezik, hogy Camila és emberei egy tiltott területen ásatnak, az uralkodó karkötőjét keresik, ami Sol Dorado kulcsa.
Bár Diego mítosznak tartja az egészet, Dóra odasettenkedik egy dobozhoz, és az ereklyével kinyitja. A dobozból előkerülő karkötő csapdába ejti Dora kezét, majd látomást ad neki a Sol Doradóhoz vezető három következő bejáratról. Camila üresen találja a dobozt, és lopással gyanúsítja Dórát. Embereit küldi utána, hogy megakadályozzák a menekülését, de a karkötő segít Dórának elkerülni őket. A menekülés során, a dzsungeljárat túrán, Diego felismeri, hogy az autó sofőrje a volt barátnője, Naiya. Az üldözés végül azzal zárul, hogy balesetet szenvednek a dzsungel közepén, és úgy tűnik, Camila hátramarad.
Dóra a hátizsákjából átadja Diegónak a nentő csomagját, Naiyának pedig egy elsősegélycsomagot, hogy folytathassák a kalandot. Dóra látomásában egy sírkamrát lát, és elindul, hogy megtalálja. A csapat belép a sírba, és egy újabb kiput értelmezve a sírokhoz jutnak, mielőtt a falak összezáródnának. Végül egy újabb nyomra lelnek Dora látomása révén: a Cinchona-makikhoz kell menniük. Éjszaka Swiper, a róka követi a csapatot, és ellopja Dóra hátizsákját, ezzel megkönnyítve Camila dolgát, hogy kövesse őket.
Dóra összetörve ébred a veszteség miatt, így Diego úgy dönt, véget vet a küldetésnek, mielőtt a karkötő őt is csapdába ejti. Bevallja, hogy jelentkezett egy gyakornoki programra, ezért nem akart újra felfedezni Dórával. Mindenesetre továbbmennek a második helyszínre, ahol egy matematikai feladvány és kipu-hinták vezetik őket tovább. Naiya – mivel rendszeresen játszik szúdokut – próbálja megfejteni a feladványt, míg Diego a hintákat használja a híd aktiválásához, amely egy újabb nyomhoz vezet. Dóra érzelmesen beszél arról, hogy nem akarja elveszíteni Diegót, aki megvigasztalja, ekkor látomása lesz a templomról. Kint azonban Camila elfogja őket, miközben Dóra és a mentő csomag lezuhannak a szikláról az összecsapás során.
Dóra a telihold fényében magához tér, és rájön, hogy valójában ő maga a térkép. A csillagok olvasásával meghatározza a pontos utat, aktiválja a mentő csomagot Camila emberei ellen, majd az ereklye segítségével megnyitja a templomot. Camila azonban utána lopakodik, és ő is belép.
Odabent Dóra és Camila együtt fejtik meg a kiput, amely azt mutatja, hogy aranyat kell helyezni a mérlegekre, hogy megnyíljon az előttük álló kapu. Az utolsó mérlegre nem jut elég súly, így Camila feláldozza magát, hogy kinyíljon a kapu, mielőtt azonban végleg eltűnne, a karkötő visszahozza őt. Ekkor összeillesztik a harmadik nyomot is, és Camila a karkötő segítségével megnyitja Sol Doradót. A kívánság lehetőségét látva Camila és Dóra megbeszélik, hogy már megtalálták valódi önmagukat: Camila a keresztes l ovag, Dóra pedig a felfedező. Ezért végül nem maguknak, hanem Diegónak kívánnak, hogy ne veszítse el a gyakornoki lehetőségét.
Diego és Naiya kibékülnek, és megfogadják, hogy kapcsolatban maradnak. Diego elbúcsúzik, mielőtt elutazik New Yorkba. Dóra végül meglátja a zöld fényt a naplementében, Diego pedig hátrahagyott neki egy új térképet, amely újabb kalandra hívja.

## Szereplők
| Szereplő                     | Színész                      | Magyar hang              |
| ---------------------------- | ---------------------------- | ------------------------ |
| Dóra Márquez                 | Samantha Lorraine            | Engel-Iván Lili          |
| Dóra Márquez                 | Scarlett Spears (fiatalon)   | Martinez-Katona Milagros |
| Diego Márquez                | Jacob Rodriguez              | Miller Dávid             |
| Diego Márquez                | Tiago Martinez (fiatalon)    | Sándor Dávid             |
| Naiya, Diego barátnője       | Mariana Garzón Toro          | Kanyó Kata               |
| Sonny, Naiya öccse           | Acston Luca Porto            | Mohácsi Levente          |
| Camila, régész               | Daniella Pineda              | Bogdányi Titanilla       |
| Csizi, Dóra majma            | Gabriel Iglesias (hangja)    | Szabó Győző              |
| Abuela, Dóra nagyanyja       | María Cecilia Botero         | Halász Aranka            |
| Abuelo, Dóra nagyapja        | J. Santiago Suarez           | Papp János               |
| Mango, kakadu                | Jacqueline Obradors (hangja) | Hagen Péter              |
| Beetle, Camila csatlósa      | Christian Gnecco Quintero    | Kádár-Szabó Bence        |
| Sabrina Márquez, Diego anyja | Valentina Latyna             | Nádasi Veronika          |
| Elena Márquez, Dóra anyja    | Valentina Acosta             | Peller Anna              |

### Magyar változat
- Magyar szöveg és szinkronrendező: Nikas Dániel
- Hangmérnök: Illés Gergely
- Vágó: Sári-Szemerédi Gabriella
- Gyártásvezető: Gelencsér Adrienne
- Produkciós vezető: Hagen Péter

A szinkront a Mafilm Audio Kft. készítette.

## A film készítése
2024 májusában kiderült, hogy egy új élőszereplős Dóra, a felfedező-film van fejlesztés alatt Dóra a Sol Dorado nyomában címmel, Alberto Belli rendezésében, JT Billings forgatókönyvével. A címszerepre Samantha Lorraine-t választották. A következő hónapban Jacob Rodriguez kapta meg Dóra Márquez unokatestvére, Diego szerepét. A forgatás 2024. augusztus 9-én kezdődött Rio Claro városában, Federico Cantini operatőr vezetésével. 2025 májusában kiderült, hogy Mariana Garzón Toro, Acston Luca Porto, Daniella Pineda és Gabriel Iglesias is csatlakozott a szereplőgárdához.
A filmet újraindításként jellemzik az eredeti franchise-hoz képest, újragondolt karakterekkel, és az Indiana Jones-filmek inspirációját is magában hordozza.
A főszereplő kiválasztásakor a készítők több országot is bejártak, és körülbelül két hónapig tartott a keresés, mielőtt Lorraine-t véglegesítették. Néhány jelenethez testdublőrt is igénybe kellett venni. Iglesias elárulta, hogy őt egy közvetlen telefonhívással kérték fel a szerepre.